# Canale Navarolo

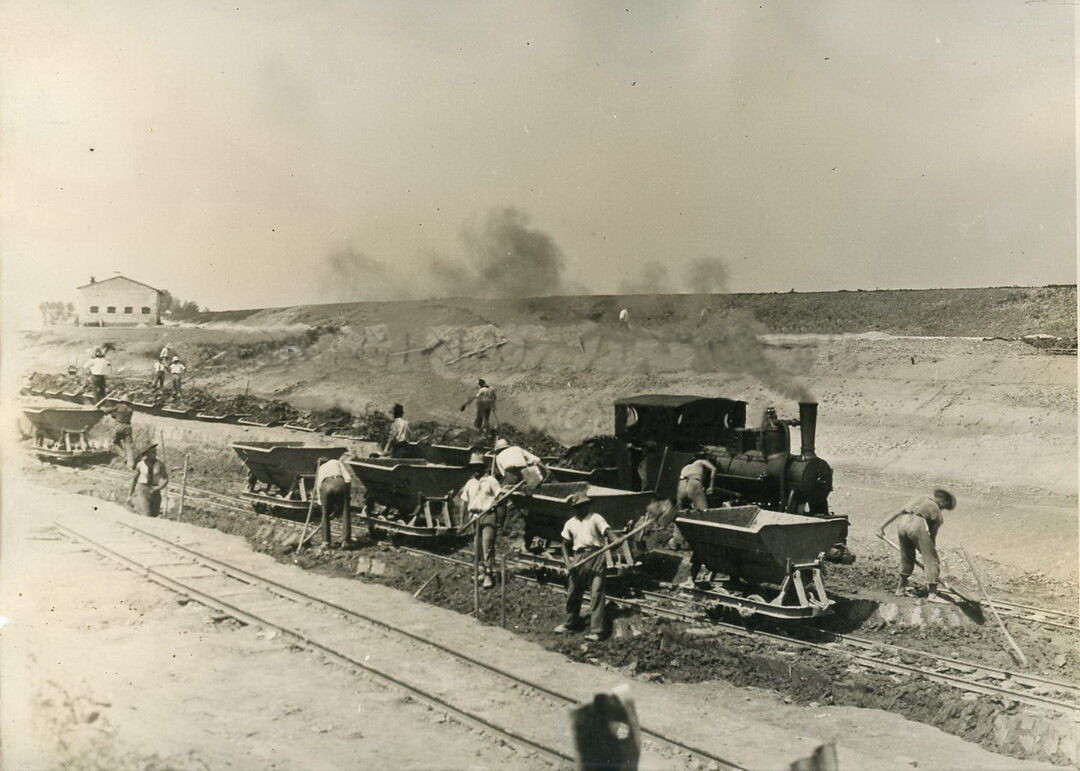
Consorzio Canale Navarolo-Casalmaggiore, Italie, bonification des terres de Cremonese-Mantovana, irrigation dans la région de la basse Crémone, excavation manuelle du canal Navarolo, chemin de fer étroit, petit train à vapeur (ca 1932)

Le canal Navarolo est un canal de drainage et d’assainissement de la province de Crémone de la région lombarde en Italie du nord.

## Hydrographie
Début du canal à Isola Pescaroli où l’usine de relevage déverse ses eaux () dans le fleuve Pô, puis montée en direction du nord jusqu'à proximité de la localité de Daniele Po, là il vire en direction est jusqu’à Castelponzone où il se divise en deux bras.
- Le bras nord, se dirige sur la localité de San Giovanni in Croce puis repart à l’est jusqu’à Belforte où il conflue dans l’Oglio.
- Le bras sud, suit parallèlement le bras nord jusqu’à Spineda puis vire au sud pour arriver à Commessaggio, là il est continué par le Canale Bogina.

## Histoire
La zone qui s’étend du méandre du Pô vers l’embouchure de fleuve Oglio et la cité de Crémone a toujours été sujette à inondations importantes ; qui, depuis la plus haute antiquité, ont obligé les riverains à lutter pour l’assainissement. Des traces de cités lacustres, de tombes et d’objets datent la présence de l’homme à l’âge du bronze. 
En 1583, Vespasiano Gonzaga fit ériger une tour de 28 mètres sur les bords du Navarolo, où un très vieux pont flottant (pont de barques) permet d’accéder à la cité de Commessaggio.

## Tourisme
Le tourisme est aussi bien axé sur la nature par la présence d’une faune et d’une flore très variées, typique des zones marécageuses, que sur l’histoire par la présence de cités lacustres, d’édifices qui remontent au XVIe siècle.
- À Commessaggio, la tour des Gonzaga qui servait au péage des impôts, puis devint ensuite le logement du commandant de la garde régionale et de ses soldats. La belle cheminée en marbre et à l’intérieur se trouve un  escalier de marbre en colimaçon.
- Quand on traverse le pont de barques, noter l’église de Sant’Albino et le petit et très ancien Oratoire de Sainta Maria à Ripa D’Adda. Ce dernier présente une crypte souterraine à laquelle on accède par un escalier creusé dans le marbre et qu’on connaît depuis la période Lombarde.
- Le Parc Régional de l’Oglio Sud et du canal Bogina offre toutes une variété de flore et faune locales qui ne peut laisser personne insensible.